# Cricotopus gressitti
Cricotopus gressitti är en tvåvingeart som beskrevs av Tokunaga 1964. Cricotopus gressitti ingår i släktet Cricotopus och familjen fjädermyggor. Inga underarter finns listade i Catalogue of Life.